# 植物-土壤反馈
植物-土壤反馈（plant-soil feedback, PSF）是植物通过生长改变其周围的土壤环境，从而影响植物后续生长发育的生态学过程。
植物向土壤中输入化学物质为土壤中的生物提供栖息地与所需资源，从而获得反馈。正向的反馈能够促进植物生长发育；负向的反馈则会抑制植物生长发育。入侵植物往往能表现出更强的植物-土壤反馈能力。